# Liên Minh, Hà Nội
Liên Minh là một xã thuộc thành phố Hà Nội, thủ đô của Việt Nam. Xã được hình thành trên cơ sở sáp nhập xã Phương Đình, và một phần các xã Trung Châu, Thọ Xuân và Thọ An, Hồng Hà (huyện Đan Phượng cũ) và một phần xã Tiến Thịnh (huyện Mê Linh cũ) trong đợt Sáp nhập tỉnh, thành Việt Nam 2025.

## Hành chính
Xã Liên Minh được thành lập theo Nghị quyết số 1656/NQ-UBTVQH15 của Ủy ban Thường vụ Quốc hội Việt Nam, ban hành ngày 16 tháng 6 năm 2025. Theo đó, sắp xếp toàn bộ diện tích tự nhiên, quy mô dân số của xã Phương Đình, một phần diện tích tự nhiên, toàn bộ quy mô dân số của các xã Trung Châu, Thọ Xuân và Thọ An, một phần diện tích tự nhiên của xã Hồng Hà (huyện Đan Phượng) và một phần xã Tiến Thịnh (huyện Mê Linh) thành xã mới có tên gọi là xã Liên Minh.
Sau sắp xếp xã có diện tích tự nhiên 23,79 km2, quy mô dân số 47.700 người. Phía Bắc giáp xã Yên Lãng, phía Tây giáp xã Hát Môn và xã Phúc Lộc, phía Đông giáp xã Ô Diên, phía Nam giáp xã Đan Phượng. Trụ sở Đảng ủy Phường dự kiến đặt tại số 27 cụm 3 đường Thọ Xuân thuộc xã Thọ Xuân cũ, trụ sở Uỷ ban nhân dân phường đặt tại số 121 đường Nam Sông Hồng thuộc xã Trung Châu cũ.